# Абади, Уильям
Уильям Абади (фр. William Abadie; род. 1973, Сен-Рафаэль) — французский актёр, наиболее известный своими ролями в телесериалах, таких как «Сплетница», «Секс в большом городе», «Родина», «Одинокие сердца», «Дурнушка» и «Эмили в Париже».

## Биография
Уильям выпускник Школы Клода Матье в Париже и Театрального института Ли Страсберга в Нью-Йорке. В 2000 году Уильям был удостоен пожизненного членства в Актёрской студии. Актёр играл многих запоминающихся персонажей в самых известных и культовых телешоу Америки: «Секс в большом городе», «Одинокие сердца», «Скорая помощь», «Красавцы», «90210», «Сплетница», «В поле зрения», «Менталист», «Готэм».
В начале 2022 года Уильям сыграл роль Зеда в перезапуске сериала «Секс в большом городе» от HBO Max «И просто так».

## Фильмография
| Год  | Заголовок                | Роль                  |
| ---- | ------------------------ | --------------------- |
| 2002 | Неверная                 | Прохожий              |
| 2006 | Розовая пантера          | Бизу                  |
| 2007 | Обитель зла 3: Вымирание | французский посланник |
| 2008 | Дрянная девчонка         | Жан-Жак               |
| 2008 | Человеческий контракт    | Джозеф                |
| 2009 | Отправь их в ад, Мэлоун! | Симпатичный мальчик   |
| 2014 | Самая длинная неделя     | Консьерж              |
| 2020 | В ожидании Ани           | Отец Ласаль           |
| 2025 | Гренландия: Миграция     | Дени Лоран            |

## Телевидение
| Год       | Заголовок                   | Роль                        | Заметки     |
| --------- | --------------------------- | --------------------------- | ----------- |
| 2003      | Секс в большом городе       | Тони                        | 1 эпизод    |
| 2003      | Скорая помощь               | Дэвид                       | 1 эпизод    |
| 2006      | Дурнушка                    | Филипп Мишель               | 1 эпизод    |
| 2006      | Место преступления Нью-Йорк | Мишель Хетю                 | 1 эпизод    |
| 2006      | Одинокие сердца             | Жан-Клод                    | 1 эпизод    |
| 2007      | Красавцы                    | Менеджер отеля              | 1 эпизод    |
| 2007      | Кто такая Саманта?          | Рене                        | 1 эпизод    |
| 2007—2009 | Сплетница                   | Roman                       | 2 эпизода   |
| 2008      | Чак                         | Гай Лафлер                  | 1 эпизод    |
| 2008      | Кашемировая мафия           | Жерар Дюме                  | 2 эпизода   |
| 2010      | 90210                       | Оливье                      | 1 эпизод    |
| 2013      | Белый воротничок            | Анри                        | 1 эпизод    |
| 2013      | Родина                      | Алан Бернард                | 5 эпизодов  |
| 2014      | В поле зрения               | Христос Севон               | 1 эпизод    |
| 2014      | Менталист                   | Хьюго Жубер                 | 1 эпизод    |
| 2015      | Государственный секретарь   | Посол Швейцарии Клод Вутрих | 1 эпизод    |
| 2016      | Готэм                       | Доктор Максвелл Саймон      | 1 эпизод    |
| 2019      | Сладкая горечь              | Этьен                       | 1 эпизод    |
| 2020      | Эмили в Париже              | Антуан Ламбер               | 10 эпизодов |
| 2022      | И просто так                | Зед                         | 2 эпизода   |